# ماویس استپل
ماویس استپل (انگلیسی: Mavis Staples؛ زادهٔ ۱۰ ژوئیهٔ ۱۹۳۹) یک موسیقی‌دان اهل ایالات متحده آمریکا است. وی از سال ۱۹۵۰ میلادی تاکنون مشغول فعالیت بوده‌است.